# بالگا
بالگا (به اسپانیایی: Valga, Pontevedra) یک شهرستان در اسپانیا است.

## خصوصیات
بالگا ۴۰٫۷۲ کیلومترمربع مساحت و ۶٬۱۶۰ نفر جمعیت دارد.